# Antralina
L'antralina  è il principio attivo di indicazione specifica contro alcune malattie dermatologiche, fra cui si evidenzia l'uso contro l'alopecia areata.

## Indicazioni
Viene utilizzato come terapia contro l'alopecia areata, la presenza di verruche e alcune forme di psoriasi.

## Dosaggi
Per via topica:
- Applicazione 1-2 volte al giorno, per una decina di minuti (periodo massimo supportato 1 ora)

## Controindicazioni
Sconsigliato in soggetti con insufficienza renale, da evitare in caso di allattamento, gravidanza e provata ipersensibilità al farmaco. Non deve venire a contatto con il viso e con i genitali.

## Effetti indesiderati
Fra gli effetti collaterali si segnalano anomalie da irritazione: dermatite da contatto, eritema, irritazione, altre alterazioni della cute.